# Agustín Esteban Collantes
Agustín Esteban Collantes (Carrión de los Condes, 15 de mayo de 1815-Madrid, 19 de junio de 1876) fue un político y periodista español. Hijo del médico y escritor Saturnino Esteban y de Juana Gutiérrez. Fue diputado por Palencia en todas las legislaturas de la revolución y del reinado de Amadeo I (a excepción de las constituyentes de 1869).

## Biografía
Sus estudios filosóficos los realizó en el Seminario Conciliar de Palencia, y posteriormente ingresó en la Universidad de Valladolid en donde cursó los estudios sobre leyes y cánones. Ya en Palencia, ejerció como abogado y se afilió al Partido Moderado.
Fue concejal del ayuntamiento de Palencia y secretario de la diputación de la provincia. Luego de la revolución de septiembre de 1840, se mudó a Madrid dedicándose exclusivamente a la política, pero colaborando con los diarios afines a su partido político: El Correo Nacional, El Español, La Posdata y El Heraldo.
Tomó parte en la caída de Espartero en 1843, en 1844 fue nombrado secretario civil de Madrid y en ese mismo año y hasta una década más tarde, fue diputado por la provincia de Palencia, con ello participó en la redacción de la Constitución de 1845. Fue segundo secretario en el Congreso en 1851 y segundo vicepresidente en 1853. En 1852, con el gobierno de Juan Bravo Murillo fue nombrado director general de Administración y, posteriormente, director general de Correos.
Fue ministro de Fomento en el gobierno de Francisco Lersundi Hormaechea y después, de Ministro de Marina interino en gobierno de Luis José Sartorius. Culminada la revolución de 1854, marchó a  Francia.
En 1857 retorna a España y es elegido diputado por Palencia hasta 1858, ya que fue disuelta, retomaría la diputación en 1866. En su retorno, es acusado por malversación de fondos en la adjudicación de un contrato, siendo finalmente absuelto de los cargos.
Tras el derrocamiento de Isabel II en 1868 viajó a París a ofrecer sus servicios, fundó el periódico El Eco de España a petición de Alfonso XII, desde el que se promovió la restauración borbónica. Una vez producida la restauración borbónica en España, fue designado embajador plenipotenciario en Lisboa, Portugal y, tiempo más tarde, presidente del Consejo de Estado de España y presidente de sección, puesto que ocupaba cuando falleció el 19 de junio de 1876.